# 龔開

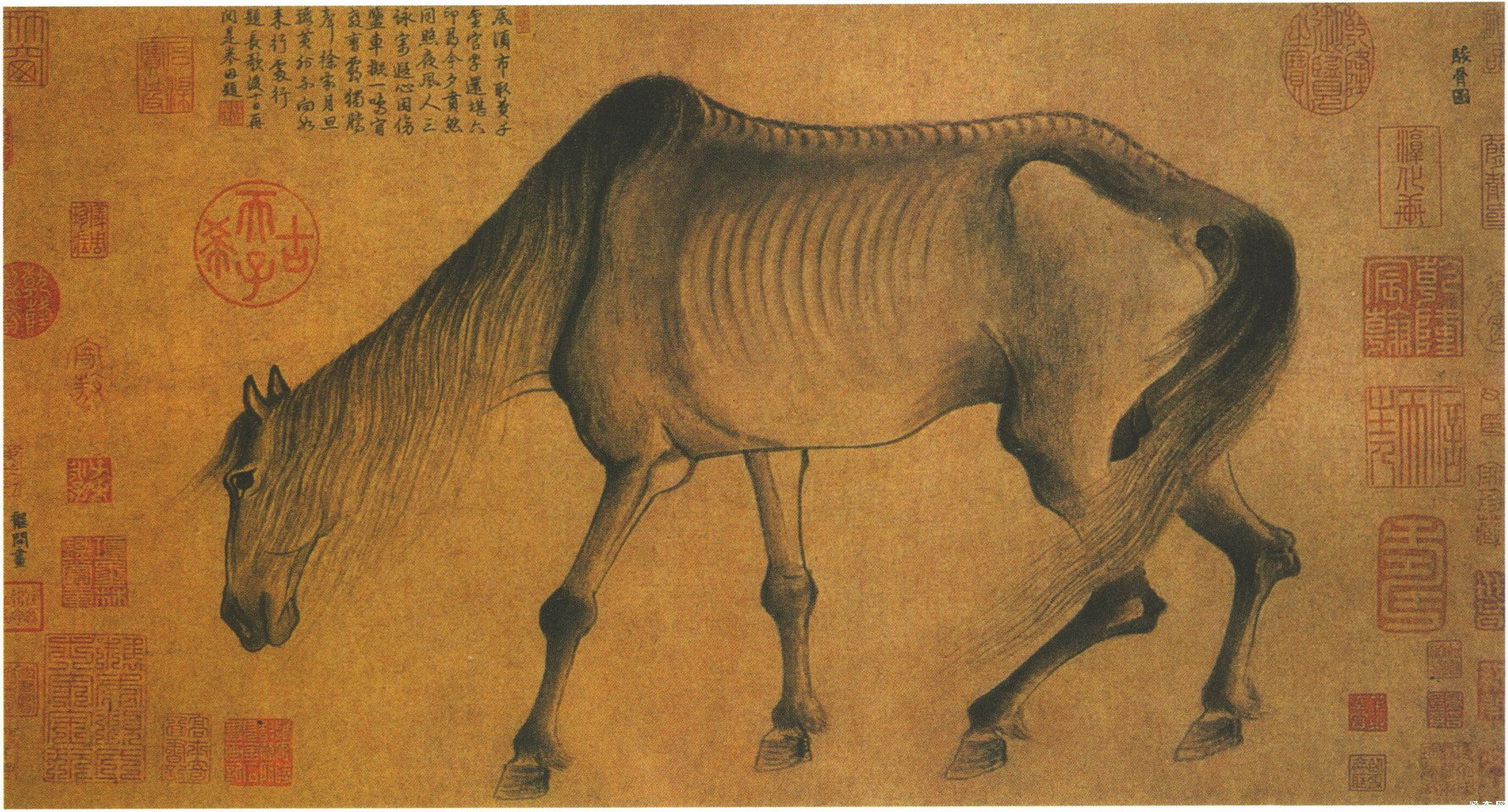
龔開之畫作《瘦馬圖》

龚开（1221年—1305年），字聖予，號翠岩，人稱髯龔、老髯等，生於江蘇淮阴；宋末元初画家。

## 简介
龔開為人沉靜，身高八尺，被形容似古畫仙人劍客。龔開人在盛年，南宋被蒙古勢力鯨吞。龔開所在地是歷代兵家必爭之地，龔開銳意建功立業，可惜不得志。至1279年起南宋滅亡。龔開隱居，以賣畫為生，借繪畫宣洩對元朝統治的憤懣，畫作主題多以山水畫、佛教題材題材為主。

## 作品
- 《天香書屋》軸，藏於台灣台北國立故宮博物院
- 《鍾進士移居圖》，藏於台灣台北國立故宮博物院
- 《鍾馗擊鬼》
- 《瘦馬圖》，日本企業家、政治家阿部房次郎蒐購，之後由大阪市立美術館收藏。
  - 畫中題詩：「一從雲霧降天關，空儘先朝十二閒；今日有淮憐駿骨，夕陽沙岸影如山。」繪一匹十五肋的駿馬骨瘦如柴，馬俯首緩行，鬃毛隨風漂揚，顯得凄楚，勾勒如中鋒寫筆，圓渾凝重。以山水畫之積墨法，淡墨層層乾擦馬肌膚，顯出陰陽及質感。龔開摯友龔埔在此畫上題詩：「骨如山立意如雲。」

龔開繪鍾馗，1304年，現藏於華盛頓特區，弗瑞爾藝廊

- 《中山出遊圖》[1]，藏於美國佛利爾美術館

## 外部參考
1. ↑  .   [2010-07-19]. （原始内容存档于2021-04-22）.